# American Fork Canyon
American Fork Canyon är en dal i Wasatch Mountains i delstaten Utah i västra USA. Dalen, som är uppkallad efter American Fork River, är känd för Timpanogos Cave nationalmonument.
Kvarlevorna efter 17-åriga Laura Aime, ett av seriemördaren Ted Bundys offer, påträffades vid en flodstrand i American Fork Canyon 1974.